# Prosopocera parapropinqua
Prosopocera parapropinqua är en skalbaggsart som beskrevs av Stefan von Breuning 1986. Prosopocera parapropinqua ingår i släktet Prosopocera och familjen långhorningar. Inga underarter finns listade i Catalogue of Life.